# Paul Nsio
Paul Nsio (* 15. März 2006) ist ein englischer Fußballspieler, der bei den Glasgow Rangers unter Vertrag steht.

## Karriere
Paul Nsio begann seine Karriere im Kindesalter bei den Lambeth Tigers in der englischen Hauptstadt London. Im Juli 2022 wechselte er in die Jugendakademie der Glasgow Rangers nach Schottland. Einen Monat später gab Nsio unter Giovanni van Bronckhorst sein Profidebüt für die erste Mannschaft der Rangers im Ligapokal gegen Queen of the South. Mit den Jugendmannschaften der Rangers gewann er 2024 den Scottish Youth Cup und Glasgow Cup. Beim 3:2-Sieg im Glasgow-Cup-Finale gegen Celtic erzielte Nsio ein Tor. Am 26. Januar 2025 gab Nsio sein Debüt in der Scottish Premiership als er in der Partie gegen Dundee United für Nedim Bajrami eingewechselt wurde.